# Deterrence
Ne doit pas être confondu avec Situation d'urgence.
Pour plus de détails, voir Fiche technique et Distribution.
Deterrence ou Situation critique au Québec est un film franco-américain écrit et réalisé par Rod Lurie, sorti en 1999.

## Synopsis
Lors de la campagne électorale de 2008 en vue de sa réélection pour son deuxième mandat, le président des États-Unis Walter Emerson se retrouve obligé de se réfugier dans un snack au Colorado à cause d'une tempête de neige.
Là, il apprend que les forces armées irakiennes de Oudaï Hussein (dirigeant de l'Irak dans le film) ont envahi le Koweït et massacré des troupes américaines. Il lance alors un ultimatum lui demandant de se retirer sinon l'Irak sera attaqué à l'arme nucléaire.
L'Irak rétorque qu'il a lui aussi des missiles balistiques équipés d'ogives nucléaires achetés au marché noir et menace de les lancer sur plusieurs pays du monde.

## Fiche technique
- Titre original et français : Deterrence
- Réalisation : Rod Lurie
- Scénario : Rod Lurie
- Musique : Larry Groupé
- Image : Frank Perl
- Montage : Alan Roberts
- Durée : 104 minutes
- Dates de sortie :
  - Canada : 10 septembre 1999  (Festival de Toronto)
  - États-Unis : 10 mars 2000

## Distribution
- Kevin Pollak : président Walter Emerson
- Timothy Hutton : Marshall Thompson
- Sheryl Lee Ralph : Gayle Redford
- Clotilde Courau : Katie
- Badja Djola : Harvey
- Sean Astin : Ralph
- Mark Thompson : Gerald Irvin
- Michael Mantell : Taylor Woods
- Kathryn Morris : Lizzie Woods
- Ryan Cutrona : agent Dexter
- Joe McCrackin : agent Williams
- Scoot Powell : Noah
- J. Scott Shonka : Captain Coddington
- Jim Curley : Admiral Miller
- Rigg Kennedy : Howard
- James Handy : Lancaster / président Buchanan
- Graham Galloway : George Carvelli / Jeter
- John Cirigliano : Martin Keller
- Amit Mehta : Abu Hussein
- Steve Loglisci : Nick Macario
- Kristen Shaw : Alexandra
- Robert Harvey : Agent Hunter
- June Lockhart : secrétaire d'État des États-Unis Clift
- Sayed Badreya : Omari
- Roger Steffens : Daniel Golan
- Leslie Zemeckis : Sylvia Charles
- Rod Lurie : John Desimio
- Marc Frydman : Gestaing
- Edward James Gage : Riley
- Jack Angel : secrétaire à la Défense des États-Unis

## Distinctions
- Sheryl Lee Ralph nommée lors des Black Reel Awards